# Otaslavice
Otaslavice település Csehországban, a Prostějovi járásban. Otaslavice Vranovice-Kelčice, Hradčany-Kobeřice, Dobrochov, Vincencov, Brodek u Prostějova és Březina településekkel határos. Lakosainak száma 1313 fő (2024. január 1.).

## Népesség
A település lakosságának változását az alábbi diagram mutatja:
| Lakosok száma | 1293 | 1436 | 1720 | 1693 | 1450 | 1259 | 1260 | 1288 | 1301 | 1313 |
|               | 1869 | 1890 | 1921 | 1950 | 1980 | 2001 | 2017 | 2019 | 2022 | 2024 |